# Brodóvoie
Brodóvoie (en rus: Бродовое) és un poble de l'óblast de Vorónej, a Rússia, segons el cens del 2018 tenia 1.228 habitants.